# Субаши (Сенгелово)
Субаши или Субашъ (на гръцки: Σουμπασί, Τραπεζοειδές, Κάστρο Αγκίστρου) е антично и средновековно отбранително съоръжение, разположено край валовищкото село Сенгелово (Ангистро), Северна Гърция.

## Местоположение
Крепостта е разположена на на заравнен хълм на 3,5 km северозападно от Сенгелово и на 0,5 km северозападно от развалините на Ходжово и 0,7 km североизточно от развалините на Вранково. Хълмът е почти на гръцко-българската граница. От северната страна на хълма тече река Бистрица, която оформя границата с България. Платото на върха на хълма е със сравнително голяма площ от 27 декара. Всичките страни са стръмни с отвесни скали или доста полегати. В подножието на източния склон има малко поточе, което се влива в река Бистрица.
Стратегически крепостта е на 7 km североизточно от входа на Рупелския пролом. Крепостта има визуален контакт с всички околни планини, като Беласица, Сенгелската планина, Алиботуш и голяма част от масива Пирин.

## История
Крепостта не е идентифицирана в нито един от историческите източници. В „Археологико Делтио“ (бр. 56 - 59) се казва, че на хълма „се вижда повърхностна керамика от всички епохи, като се започне от праисторически времена и се стигне до поствизантийски времена. От южната страна на хълма може да се види укрепено заграждение от византийско време, изградено с малки камъни и силен хоросан. Повърхностните находки са разпространени също по гладкия склон южно от хълма“. Също така на мястото са открити колони от палеохристиянско време.
Очевидно селището е използвано през вековете, а изграждането на укреплението може да се постави в ранновизантийския период, когато районът е подложен на варварски нашествия и в резултат много селища са укрепени със стени и превърнати в крепости. Повърхностните находки показват, че селището продължава да бъде обитавано и след ранновизантийския период и то трябда да е било значително, тъй като малкото останки разкриват доста силно укрепление.

## Архитектура
От стената на крепостта, която следва пресечения терен, са оцелели малко развалини, но следите от пътя ѝ личат. Нейният периметър е около 700 m. Градежът на стената е от камъни със свързваща варова замазка между тях и използване на тухли. Дебелината на стената варира от 1,5 до 2 m. Развалините се виждат от южната и източната страна, където се намират и останките от две правоъгълни кули.
Най-запазената част от стената е от южната страна. Представлява стена с дължина около 20 m и височина, която достига до 4 m. В средата са развалините на правоъгълна кула с размери 6 х 3,5 m. В конструкцията са използвани тухли в двоен ред. От южната страна са запазени фрагменти и други части от стената.
От югоизточната страна има няколко останки от стена на височина от 2 до 3 m. Има и останки от кула с размери 4,0 x 2,5 m.
От северната страна, недостъпна за нападателите, тече дълбоката Бистрица. Стената от тази страна е покрита с гъста растителност и само на няколко места неясно личат каменни купчини. Така е и на западната стръмна страна.
От югозападната страна на хълма вероятно се е намирала портата на крепостта, където е била най-достъпната точка. Възможно е да е имало и втори вход близо до източния ъгъл.
На равно място вътре в стената е било разположено селището. Наблюдават се разпръснати камъни, концентрирани каменни купчини и керамика. Регистрирани са няколко разпръснати архитектурни мраморни елемента, произхождащи от раннохристиянска църква, както и останки от малка еднокорабна поствизантийска църква „Свети Георги“, разположена някъде на северния склон на хълма.